# Spolettificio Torre Annunziata 1937-1938
Questa voce raccoglie le informazioni riguardanti il Savoia nelle competizioni ufficiali della stagione 1937-1938.

## Stagione
La stagione 1937-1938 fu la 18ª stagione sportiva del Savoia.
Prima Divisione 1937-1938: 1º posto

## Divise
| Casa |

## Organigramma societario
Area direttiva
- Presidente:  Maggiore Palmieri e  Colonnello Achille Schiavo
- Dirigenti: Capitano Passalacqua, Capitano Irione

Area tecnica
- Allenatore:  Luigi De Manes

## Rosa
| N. |                      | Ruolo | Calciatore          |
| -- | -------------------- | ----- | ------------------- |
|    | Italia (bandiera)    | P     | Vittorio Alfieri    |
|    | Italia (bandiera)    | D     | Luciano Berardelli  |
|    | Italia (bandiera)    | D     | Antonio Del Giudice |
|    | Argentina (bandiera) | D     | Arcangelo Di Reda   |
|    | Italia (bandiera)    | D     | Gennaro Rescigno    |
|    | Italia (bandiera)    | C     | Alfredo Borsa       |
|    | Italia (bandiera)    | C     | Raffaele Giraud I   |
|    | Italia (bandiera)    | C     | Vito Natale Labate  |
|    | Italia (bandiera)    | C     | Oreste Sallustro II |
|    | Italia (bandiera)    | C     | Luigi Vetrò         |

| N. |                   | Ruolo | Calciatore            |
| -- | ----------------- | ----- | --------------------- |
|    | Italia (bandiera) | A     | Giovanni Giraud III   |
|    | Italia (bandiera) | A     | Gerardo Tessitore     |
|    | Italia (bandiera) | A     | Ruggero Zanolla       |
|    | Italia (bandiera) |       | Albergatore Innocenzo |
|    | Italia (bandiera) |       | Mario Brasile         |
|    | Italia (bandiera) |       | Umberto Iaccarino     |
|    | Italia (bandiera) |       | Jerace                |
|    | Italia (bandiera) |       | Vincenzo Oropallo     |
|    | Italia (bandiera) |       | Salvatore Sammarco    |

## Risultati

### Prima Divisione

#### Girone di andata
| 7 novembre 1937, ore CEST 1ª giornata |  | – Spolettificio riposa |  |  |

| Torre Annunziata 14 novembre 1937, ore CEST 2ª giornata | Spolettificio T.A. | 3 – 0 | Casertana B | Campo Formisano\| Arbitro: \| D’Amora \| |
| Arbitro:                                                | D’Amora            |       |             |                                          |

| Portici 21 novembre 1937, ore CEST 3ª giornata | Portici | 2 – 4 | Spolettificio T.A. | \| Arbitro: \| Mosca \| |
| Arbitro:                                       | Mosca   |       |                    |                         |

| Arbitro: | Celentano |

|                                            |           |                              |
| Ferrara 8’ (rig.) Angrisano 65’ Davide 69’ | Marcatori | 20’ Iaccarino 48’ Giraud III |

| Arbitro: | Tagiè |

|                         |           |      |
| Iaccarino 50’ Borsa 73’ | Marcatori | ?’ ? |

| Arbitro: | Mosca |

|  |           |           |
|  | Marcatori | ?’ ? ?’ ? |

| Nola 2 gennaio 1938, ore CEST 7ª giornata | Nola | 0 – 0 | Spolettificio T.A. |  |

| Arbitro: | Agostino Gamba (Napoli) |

|                                                                 |           |                 |
| Sallustro II ?’, ?’ Iaccarino ?’, ?’ Tessitore ?’ Giraud III ?’ | Marcatori | ?’, ?’ Francese |

| Torre Annunziata 16 gennaio 1938, ore CEST 9ª giornata                      | Spolettificio T.A. | 4 – 1 | GIL Pozzuoli | Campo Formisano |
| \| \| \| \| \| Borsa ?’ Tessitore ?’, ?’ Sallustro II ?’ \| Marcatori \| \| |                    |       |              |                 |
|                                                                             |                    |       |              |                 |
| Borsa ?’ Tessitore ?’, ?’ Sallustro II ?’                                   | Marcatori          |       |              |                 |

#### Girone di ritorno
| 6 febbraio 1938, ore CEST 10ª giornata |  | – Spolettificio riposa |  |  |

| Arbitro: | Ruggiero |

|  |           |                    |
|  | Marcatori | 10’, 20’ Tessitore |

| Arbitro: | Palmieri |

|                                                                      |           |  |
| Giraud I 36’ (rig.) Borsa 42’ Tessitore 63’ Vetrò 78’ Pensa 82’, 89’ | Marcatori |  |

| Arbitro: | Gemini |

|          |           |  |
| Pensa 9’ | Marcatori |  |

| Arbitro: | Palmieri |

|           |           |                   |
| Biagi 25’ | Marcatori | 4’, 41’ Tessitore |

| Arbitro: | Mosca |

|           |           |  |
| Vetrò 43’ | Marcatori |  |

| Arbitro: | Mosca |

|                            |           |           |
| Tessitore 29’ Sallustro II | Marcatori | 54’ Fusco |

| Battipaglia 24 aprile 1938, ore CEST 17ª giornata | Baratta Battipaglia | 0 – 2 A tavolino | Spolettificio T.A. |  |

| Pozzuoli 8 maggio 1938, ore CEST 18ª giornata | GIL Pozzuoli | 0 – 2 A tavolino | Spolettificio T.A. | Campo Armstrong |

### Coppa Campania
| Torre Annunziata 19 settembre 1937, ore CEST Semifinale di andata | Spolettificio T.A. | 13 – 1 | GUF Salerno | Campo Formisano |

| Salerno 1937, ore CEST Semifinale di ritorno | GUF Salerno | 0 – 2 a tavolino | Spolettificio T.A. |  |

| Torre Annunziata 4 ottobre 1937, ore CEST Finale di andata | Spolettificio T.A. | 6 – 1 | GIL Pozzuoli | Campo Formisano |

| Pozzuoli 1937, ore CEST Finale di ritorno | GIL Pozzuoli | 0 – 2 a tavolino | Spolettificio T.A. | Campo Armstrong |

### Targa Capocci
| Pompei 23 gennaio 1938, ore CEST 1º turno | Pompeiana | 1 – 2 | Spolettificio T.A. |  |

| Torre Annunziata 30 gennaio 1938, ore CEST 2º turno | Spolettificio T.A. | 6 – 0 | Maddalonese | Campo Formisano |

| Torre Annunziata 13 marzo 1938, ore CEST 3º turno | Spolettificio T.A. | 7 – 0 | Frattese | Campo Formisano |

| Torre Annunziata 20 marzo 1938, ore CEST 4º turno | Spolettificio T.A. | 3 – 1 | Bagnolese B | Campo Formisano |

| Torre Annunziata 15 maggio 1938, ore CEST Finale di andata | Spolettificio T.A. | 2 – 0 a tavolino | GIL Pozzuoli | Campo Formisano |

| Pozzuoli 22 maggio 1938, ore CEST Finale di ritorno | GIL Pozzuoli | 0 – 2 a tavolino | Spolettificio T.A. | Campo Armstrong |

## Statistiche

### Statistiche di squadra
| Competizione          | Punti | In casa | In casa | In casa | In casa | In casa | In casa | In trasferta | In trasferta | In trasferta | In trasferta | In trasferta | In trasferta | Totale | Totale | Totale | Totale | Totale | Totale | DR  |
| Competizione          | Punti | G       | V       | N       | P       | Gf      | Gs      | G            | V            | N            | P            | Gf           | Gs           | G      | V      | N      | P      | Gf     | Gs     | DR  |
| --------------------- | ----- | ------- | ------- | ------- | ------- | ------- | ------- | ------------ | ------------ | ------------ | ------------ | ------------ | ------------ | ------ | ------ | ------ | ------ | ------ | ------ | --- |
| Prima Divisione       | 29    | 8       | 8       | 0       | 0       | 25      | 5       | 8            | 6            | 1            | 1            | 16           | 6            | 16     | 14     | 1      | 1      | 41     | 11     | +30 |
| Coppa Campania        | -     | 2       | 2       | 0       | 0       | 19      | 2       | 2            | 2            | 0            | 0            | 4            | 0            | 4      | 4      | 0      | 0      | 23     | 2      | +21 |
| Targa Teodoro Capocci | -     | 4       | 4       | 0       | 0       | 18      | 1       | 2            | 2            | 0            | 0            | 4            | 1            | 6      | 6      | 0      | 0      | 22     | 2      | +20 |
| Totale                | 29    | 14      | 14      | 0       | 0       | 62      | 8       | 12           | 10           | 1            | 1            | 24           | 7            | 26     | 24     | 1      | 1      | 86     | 15     | +71 |

### Andamento in campionato
| Giornata  | 1 | 2 | 3 | 4 | 5 | 6 | 7 | 8 | 9 | 10 | 11 | 12 | 13 | 14 | 15 | 16 | 17 | 18 |
| --------- | - | - | - | - | - | - | - | - | - | -- | -- | -- | -- | -- | -- | -- | -- | -- |
| Luogo     | - | C | T | T | C | T | T | C | C | -  | T  | C  | C  | T  | C  | C  | T  | T  |
| Risultato | - | V | V | P | V | V | N | V | V | -  | V  | V  | V  | V  | V  | V  | V  | V  |
| Posizione |   |   |   |   |   |   |   |   |   |    | 1  | 1  | 1  | 1  | 1  | 1  | 1  | 1  |

Legenda:

Luogo: C = Casa; T = Trasferta. Risultato: V = Vittoria; N = Pareggio; P = Sconfitta.
- = Turno di riposo.

### Statistiche dei giocatori
| Giocatore       | Prima Divisione | Prima Divisione | Coppa Campania | Coppa Campania | Targa Capocci | Targa Capocci | Totale   | Totale |
| Giocatore       | Presenze        | Reti            | Presenze       | Reti           | Presenze      | Reti          | Presenze | Reti   |
| --------------- | --------------- | --------------- | -------------- | -------------- | ------------- | ------------- | -------- | ------ |
| I. Albergatore  | 1               | 0               | ?              | ?              | ?             | ?             | 1+       | 0+     |
| V. Alfieri      | 11              | -10             | ?              | ?              | ?             | ?             | 11+      | -10+   |
| L. Berardelli   | 7               | 0               | ?              | ?              | ?             | ?             | 7+       | 0+     |
| A. Borsa        | 11              | 3               | ?              | ?              | ?             | ?             | 11+      | 3+     |
| M. Brasile      | 5               | 0               | ?              | ?              | ?             | ?             | 5+       | 0+     |
| A. Del Giudice  | 4               | 0               | ?              | ?              | ?             | ?             | 4+       | 0+     |
| A. Di Reda      | 7               | 0               | ?              | ?              | ?             | ?             | 7+       | 0+     |
| G. Giraud III   | 12              | 2               | ?              | ?              | ?             | ?             | 12+      | 2+     |
| R. Giraud I     | 12              | 1               | ?              | ?              | ?             | ?             | 12+      | 1+     |
| U. Iaccarino    | 9               | 4               | ?              | ?              | ?             | ?             | 9+       | 4+     |
| Jerace          | 5               | 0               | ?              | ?              | ?             | ?             | 5+       | 0+     |
| V.N. Labate     | 7               | 0               | ?              | ?              | ?             | ?             | 7+       | 0+     |
| V. Oropallo     | 3               | 0               | ?              | ?              | ?             | ?             | 3+       | 0+     |
| Pensa           | 9               | 3               | ?              | ?              | ?             | ?             | 9+       | 3+     |
| G. Rescigno     | 4               | 3               | ?              | ?              | ?             | ?             | 4+       | 3+     |
| O. Sallustro II | 6               | 4               | ?              | ?              | ?             | ?             | 6+       | 4+     |
| S. Sammarco     | 1               | 0               | ?              | ?              | ?             | ?             | 1+       | 0+     |
| G. Tessitore    | 7               | 9               | ?              | ?              | ?             | ?             | 7+       | 9+     |
| L. Vetrò        | 5               | 2               | ?              | ?              | ?             | ?             | 5+       | 2+     |
| R. Zanolla      | 8               | 0               | ?              | ?              | ?             | ?             | 8+       | 0+     |